# Misty (Pokémon)
Misty (カスミ; japánul Kasumi) a Pokémon című anime és mangasorozat egyik főszereplője. Ash Ketchum, Brock és Tracey társaságában utazik, s az az álma, hogy ő legyen az egyik legjobb vízipokémon-mester.

## Története
Árván nőtt fel, mivel őt és három nővérét (Daisy, Lily, és Violet) már fiatal korában elhagyták a szüleik. Misty az azúrkékvárosi (Cerulean city) edzőterem vezetőinek a húga, de otthagyta az edzőtermet azzal a céllal, hogy ő legyen a világ legnagyobb vízipokemon-trénere. Először akkor találkozik Ash-el, amikor horgászás közben véletlenül őt és a Pikachuját halássza ki a folyóból Tengerzöld város közelében. Hamarosan ezután az incidens után Ash kölcsönveszi a biciklijét, hogy el tudjanak menekülni egy vad Spearow csapat elől, akik megtámadták őket. Misty bánatára a biciklit később szénné égeti Pikachu, ezért eltökéli, hogy addig nem hagyja békén Asht, amíg ki nem fizeti neki a kárt. Emiatt követi őt az útján mindenhova, de idővel meghitt barátság fűződik közöttük. Sok kalandot élnek át együtt, de mivel nővérei világkörüli útra mennek, így Misty a Johto liga után visszamegy Azúrkékvárosba, hogy vezesse az edzőtermet. Egy időre kilép a sorozatból, de majd meg fogja látogatni Asht a Hoenn régióban...

## Jellemzői
Misty a kezdetekben heves vérmérsékletű, kevés türelemmel rendelkező, makacs lánynak mutatja magát, ám a sorozat előrehaladtával kiderül, hogy kedves, okos és értelmes is tud lenni. Misty retteg a legtöbb bogár-típusú pokémontól; ez először akkor derül ki, amikor nem volt hajlandó barátkozni Ash Caterpie-ével. A halászat az egyik hobbija, és van egy különleges csalija, ami úgy néz ki, mint saját maga. Brock-ot folyton lefékezi a fülénél fogva, amikor csinos lányoknak kezd udvarolni. Misty szokásos hajviselete a bal oldalra feltűzött lófarok, de vannak időszakok, amikor nem így látjuk. (Például amikor kimonó vagy sellő jelmez van rajt.) Az eredeti sorozatban Misty magasabb, mint Ash; de az Advanced Generation szériában már egy magasságban vannak. Sportos ruhákat visel, három fő színe a sárga, kék és piros. Mistynek minden pokémonja víz típusú, kivéve Togepi, akit szinte az egész sorozatban a kezében tart, s gondoskodik róla.

## Misty a videójátékokban
A Pokémon Red, Blue, Yellow, FireRed, Gold, Silver, Crystal, HeartGold és SoulSilver videójátékokban Misty az azúrkékvárosi edzőterem vezetője. A víz-típusú pokémonokra specializálódott, hiszen ő egy vízipokémon-mester.

## Szinkronhangja
A lány japán hangját Iizuka Majumi, angol hangját Rachael Lillis és Michele Knotz, míg magyar hangját Dudás Eszter alakította.

## Misty pokémonjai
Misty először akkor vesz elő egy pokémont,amikor az első évad második részében a Rakéta Csapat megtámadja a Zöldvárosi Pokémon-központot.Miután az első évad huszonhetedik részében véletlenül elkapja Psyduckot,a többi pokémonja helyett Psyduckkal kell harcoljon,mert akarva-akaratlanul előbújik.

### Kanto régió
Goldeen, Staryu, Starmie, Horsea, Psyduck, Togepi

### Johto régió
Corsola, Poliwag>Poliwhirl>Politoed, Togetic

### Hoenn régió
Luvdisc (Caserin), Azurill, Gyarados